# Шемятка
Шемятка (Шемятки) — деревня в Карачевском районе Брянской области, в составе Вельяминовского сельского поселения. 
 Расположена в 3,5 км к востоку от села Вельяминова. Постоянное население с 2003 года отсутствует.

## История
Упоминается с XVIII века; бывшее владение Сафоновых, затем Тютчевых, позднее А. П. Аплечеевой. Состояла в приходе села Вельяминова.
До 1929 года — в Карачевском уезде (с 1861 — в составе Дроновской волости, с 1924 в Вельяминовской волости).
С 1929 в Карачевском районе, входила в состав Вельяминовского сельсовета (с 2005 — сельского поселения).

## Население
| Годы      | 1866 | 1887 | 1926 | 1979 | 1989 | 2002 | 2010 |
| --------- | ---- | ---- | ---- | ---- | ---- | ---- | ---- |
| Население | 127  | 241  | 228  | 74   | 26   | 1    | 0    |